# Hypothèse de charge (construction)
Les forces et contraintes (voir aussi zwängung) agissant de l'extérieur sur un ouvrage de construction ou des composants de constructions (de) sont appelées « actions ». Afin de pouvoir calculer la stabilité structurale (de) et l'utilisabilité de la structure, des hypothèses de charges sont faites sur les actions attendues.
Une distinction est faite entre les charges (de) mortes à action constante et les charges utiles et les charges spéciales à action non constante, qui sont regroupées dans différents cas de charge. Le cas de charge le plus défavorable constitue la base de conception de la structure ou du composant.
Afin de dimensionner la structure porteuse d'un bâtiment de manière économiquement justifiable, il faut évaluer différentes combinaisons de charges principales, supplémentaires et spéciales ainsi que les probabilités de leur apparition. Le risque de dommages joue également ici un rôle.
Avec le grand nombre de structures différentes, des simples maisons mitoyennes aux immeubles de grande hauteur, en passant par les ponts, les barrages ou les stades sportifs, différents cas de charge doivent être calculés.

## Charges mortes, ou poids propre
Les charges agissant en permanence sont constituées de la masse de la structure porteuse et du poids permanent des parachèvements intérieurs. Ces charges mortes restent généralement inchangées tout au long de la durée de vie (de)  d'une structure et leur taille peut être déterminée plus précisément.

## Charges vives
Les charges vives incluent les charges qui peuvent changer lors de l'utilisation de la structure. Il s'agit notamment des charges utiles, également appelées charges d'exploitation ou charges de trafic (par exemple les véhicules dans un immeuble de parking (de) ou une foule de personnes sur un pont) ainsi que les influences environnementales (charge de vent, charge de neige (de)). Les charges vives peuvent être principalement des charges stationnaires ou elles peuvent exercer des effets dynamiques sur la structure, éventuellement provoquer des vibrations.

## Influences environnementales

### Charges de vent
Les charges de vent ne se produisent pas constamment et leur ampleur est variable. Elles influencent la structure sous forme de forces de pression, d'aspiration et de frottement et peuvent être utilisés dans des structures élancées, par exemple. les tours ou les mâts entraînent des vibrations. La sollicitation (de) due au vent peut être modifiée par la forme du bâtiment, sa hauteur, son emplacement et la taille de la surface d'attaque.

### Charges de neige
La charge de neige (de) dépend principalement de l'emplacement du bâtiment. Il existe à cet effet des cartes spéciales sur lesquelles on peut lire la zone de charge de neige pour l'emplacement prévu. La forme du toit (de) joue également un rôle important, car sur les toits très pentus, il peut y avoir moins de neige.

## Charges spéciales
Il existe également des charges spéciales qui comprennent les charges de remplacement en cas d'accidents spéciaux, tels que les tremblements de terre ou un véhicule heurtant un pilier de pont, ainsi que les charges extraordinaires pendant la phase de construction.

## Normes
- Eurocode DIN EN 1990, « Bases de calcul des structures » (remplace en Allemagne la norme DIN 1055-4 Lastannahmen de 2005, retirée depuis)[1]
- DIN 1072 - Lastannahmen - Straßen- und Wegbrücken — Ponts routiers et ferroviaires  ; Hypothèses de charge

ainsi que diverses normes DIN pour des bâtiments ou composants spéciaux